# Gabriela Montero
Gabriela Montero (sinh ngày 10 tháng 5 năm 1970) là một nghệ sĩ dương cầm người Venezuela, đặc biệt được biết đến với sự ngẫu hứng thời gian thực của bà về các tác phẩm âm nhạc phức tạp về các chủ đề được đề xuất bởi khán giả của bà và các nguồn khác, cũng như để biểu diễn các tiết mục cổ điển tiêu chuẩn.

## Tiểu sử
Sinh ra ở Venezuela, Venezuela, có mẹ là người Mỹ và cha là người Venezuela, Montero được 7 tháng tuổi khi bố mẹ bà, với sự nài nỉ của bà ngoại, đã đặt một cây đàn piano đồ chơi trong vở kịch của bà. Nó đã được mua làm quà Giáng sinh cho một người anh họ lớn tuổi. Bà đã sử dụng ngón trỏ tay phải của mình để chơi các nốt riêng lẻ, không bao giờ đập nó bằng nắm tay của mình, trước sự ngạc nhiên lớn của cha mẹ và bà của bà. Nó trở thành món đồ chơi yêu thích của bà. Bà được mẹ cho đi ngủ mỗi đêm, người hát cho bà nghe giai điệu của Quốc ca Venezuela, một truyền thống ở đất nước Nam Mỹ. Khi bà mười lăm tháng tuổi, cha mẹ bà nhận thấy bà đang chọn một giai điệu quen thuộc trên cây đàn piano nhỏ. Ba tháng sau, trước khi bà có thể nói, bà đã chọn ra giai điệu của Quốc ca. Sau đó, bà lặp lại quá trình này với các bài hát khác.
Bà chơi trong lễ nhậm chức của Tổng thống Barack Obama năm 2009. Hiện bà sống ở Barcelona, Tây Ban Nha.
Montero đã thẳng thắn ủng hộ những người đã thách thức chính phủ ở Venezuela và đã đánh bại nhà nước của đất nước và đàn áp những người biểu tình. Trong giờ nghỉ giải lao trong một buổi hòa nhạc, sau khi nhận được yêu cầu từ khán giả và ứng biến chúng, bà nói với khán giả rằng Venezuela đang phải đối mặt với "thời điểm rất, rất quan trọng". Đó là "một trong những bi kịch lớn của chúng tôi", bà nói thêm rằng rất ít người ở ngoài nước hiểu chuyện gì đang xảy ra ở Venezuela. Bà tham khảo tỷ lệ giết người cao và, để vỗ tay, thương tiếc cái mà bà gọi là "sự mất mát của đất nước chúng ta đối với bạo lực, tham nhũng và những điều tồi tệ nhất bạn có thể tưởng tượng."

## Giáo dục âm nhạc
Montero bắt đầu các bài học piano chính thức từ năm bốn tuổi với Lyl Tiempo, một giáo viên piano người Argentina cư trú tại Caracas, và đã có buổi biểu diễn công khai đầu tiên của mình khi mới 5 tuổi. 8 tuổi, bà đã ra mắt bản concerto tại Nhà hát Quốc gia ở Venezuela, biểu diễn bản concerto cho Hayd D Major Piano hoàn chỉnh với Orquesta Nacional Juvenil de Venezuela (Dàn nhạc trẻ Quốc gia Venezuela), được thực hiện bởi Jose Antonio Abreu. Đây là dàn nhạc trẻ ban đầu do Abreu tạo ra năm 1976, sau này sẽ phát triển thành dàn nhạc hiện được gọi là Dàn nhạc trẻ Simón Bolívar, một phần không thể thiếu của El Sistema, hiện được biết đến trên toàn thế giới. Năm 9 tuổi, bà được trao học bổng từ chính phủ Venezuela sang Mỹ du học. Từ năm 1990 đến năm 1993, bà học tại Học viện Âm nhạc Hoàng gia ở London với Giáo sư Hamish Milne.

## Buổi hòa nhạc
Từ lần tiếp xúc đầu tiên với đàn piano, Montero luôn ứng biến và bà quyết định công khai nó theo lệnh của Martha Argerich, người nói với bà rằng đừng sợ mọi người có thấy nó không phù hợp hay không.
Trong cả hai buổi độc tấu và sau khi biểu diễn một bản concerto, Montero thường mời khán giả của mình tham gia để yêu cầu một giai điệu cho những bản nhạc ngẫu hứng. Đôi khi, dàn nhạc cũng có thể đề xuất một chủ đề. "Khi ứng biến," Montero nói, "Tôi kết nối với khán giả của mình theo một cách hoàn toàn độc đáo - và họ kết nối với tôi. Bởi vì ứng biến là một phần rất lớn trong con người tôi, đó là cách tự nhiên và tự nhiên nhất mà tôi có thể thể hiện. Tôi đã ngẫu hứng kể từ lần đầu tiên chạm tay vào bàn phím, nhưng trong nhiều năm, tôi đã giữ bí mật về khía cạnh chơi này của mình. Sau đó, Martha Argerich tình cờ nghe tôi nói một ngày và ngây ngất. Thực tế, chính Martha đã thuyết phục tôi rằng đó là có thể kết hợp sự nghiệp của tôi như một nghệ sĩ 'cổ điển' nghiêm túc với khía cạnh của tôi, điều đó khá bất thường. "
Montero đã biểu diễn với New York Philharmonic; ra mắt với Lorin Maazel, Los Angeles Philharmonic tại Hollywood Bowl; Dàn nhạc Philharmonia tại Hội trường Hoàng gia; Rotterdam Philharmonisch Orkest tại De Doelen; và NDR Hanover tại Lễ hội Bergen. Trong buổi giới thiệu, các lễ đính hôn của bà bao gồm Lễ hội Edinburgh, Vienna Konzerthaus, Klavier-Festival Ruhr, Cologne Philharmonie, Tonhalle Düsseldorf, Konzerthaus Berlin, Alte Sendersaal Frankfurt, Kennedy Center Washington, DC, và tại 'Progetto Martha Arger được mời hàng năm.
Montero đã biểu diễn " Quà tặng không khí và đơn giản " của John Williams với Itzhak Perlman, Yo-Yo Ma và Anthony McGill tại lễ nhậm chức của tổng thống Mỹ Barack Obama vào ngày 20 tháng 1 năm 2009. Mặc dù âm nhạc được phát là một bản ghi âm được thực hiện hai ngày trước đó mối quan tâm về thời tiết lạnh làm hỏng các dụng cụ.
Montero có mối quan hệ hợp tác lâu dài với nhà di động người Pháp Gautier Capuçon và họ đã xuất hiện tại Lễ hội Salzburg năm 2009 và lưu diễn ở Đức vào năm 2009, bao gồm các cuộc đính hôn tại Munich, Bon, Hamburg, Dortmund và Heidelberg vào tháng 4 năm 2009 cũng như Théâtre du Châtelet, Paris, vào tháng 5 năm 2009. Sự tham gia của bộ đôi trong tương lai vào năm 2010 bao gồm Vienna Konzerthaus, Lễ hội Braunschweig, Lễ hội Beethoven Bon và Opéra de Lille.

## Giải thưởng cho phát hành CD
Phát hành CD đầu tiên của Montero bao gồm một đĩa nhạc của Rachmaninov, Chopin và Liszt, và một phần ngẫu hứng. CD Bach and Beyond của bà chứa những sáng tác về chủ đề Bach và đứng đầu các bảng xếp hạng trong vài tháng. Vào tháng 2 năm 2008, bản thu âm tiếp theo của bà, Baroque, đã nhận được những đánh giá 5 sao từ Tạp chí Âm nhạc BBC và Classic FM.
Montero Bach and Beyond đã được trao giải thưởng "Choc de la musique de l'année" năm 2006 từ tạp chí Le Monde de la musique của Pháp. Bà cũng đã nhận được giải thưởng Bàn phím của năm tại Giải thưởng ECHO Preis ở Munich. Vào năm 2007, ECHO Preis đã trao cho bà giải thưởng Klassik-ohne-Grenzen cho đĩa CD Bach và Beyond của bà. Năm 2009, album Baroque của bà đã được đề cử giải Grammy ở hai hạng mục (hạng mục Crossover hay nhất và hạng mục nhà sản xuất xuất sắc nhất). Album gần đây nhất của bà (2015) - gồm có sáng tác của riêng bà cho piano và dàn nhạc "Ex Patria", thực hiện hòa tấu dương cầm bản piano concerto số 2 của Rachmaninov, và 3 bản nhạc ngẫu hứng - đã giành giải Grammy cho Album cổ điển hay nhất tại Giải thưởng Grammy Latin 2015. Bà cũng đã được giới thiệu trên 60 Minutes của CBS trong một phân đoạn có tên "Món quà".

## Danh sách đĩa hát
- Gabriela Montero: Rachmaninov: Bản hòa tấu dương cầm số 2, Op. 18-Montero: Ex Patria, Op. 1 & Cải tiến (Phong cách cổ điển, 2015)
- Gabriela Montero: Solatino (Kinh điển EMI, 2010)
- Gautier Capuçon và Gabriela Montero: Rhapsody - Rachmaninov, Prokofiev Cello Sonatas (Virgin Classics, 2008)
- Gabriela Montero: Baroque (Kinh điển EMI, 2007)
- Gabriela Montero: Bach and Beyond (EMI Classics, 2006)
- Gabriela Montero: Piano Recital (EMI Classics, 2005)
- Gabriela Montero: Gabriela Montero en Hòa nhạc Montreal (Palexa, 2006)
- Gabriela Montero: Chopin: Tác phẩm piano (Palexa, 2007)

### Trích dẫn
1. ↑  Dybowski, Stanisław (2003). "Gabriela Montero". Poland: Narodowy Instytut Fryderyka Chopina. Bản gốc lưu trữ ngày 15 tháng 8 năm 2017. Truy cập ngày 15 tháng 8 năm 2011.
2. ↑  "Gabriela Montero". New York Philharmonic. Bản gốc lưu trữ ngày 6 tháng 4 năm 2012. Truy cập ngày 15 tháng 8 năm 2011.
3. ↑  "Montero, Gabriela". MUSO. ngày 1 tháng 6 năm 2008. Bản gốc lưu trữ ngày 3 tháng 10 năm 2011. Truy cập ngày 15 tháng 8 năm 2011.
4. ↑  Quartet pre-recorded Obama music. BBC News (ngày 23 tháng 1 năm 2009).